# Oxyprosopus angustus
Oxyprosopus angustus är en skalbaggsart som beskrevs av Aurivillius 1915. Oxyprosopus angustus ingår i släktet Oxyprosopus och familjen långhorningar. Inga underarter finns listade i Catalogue of Life.